# 공방

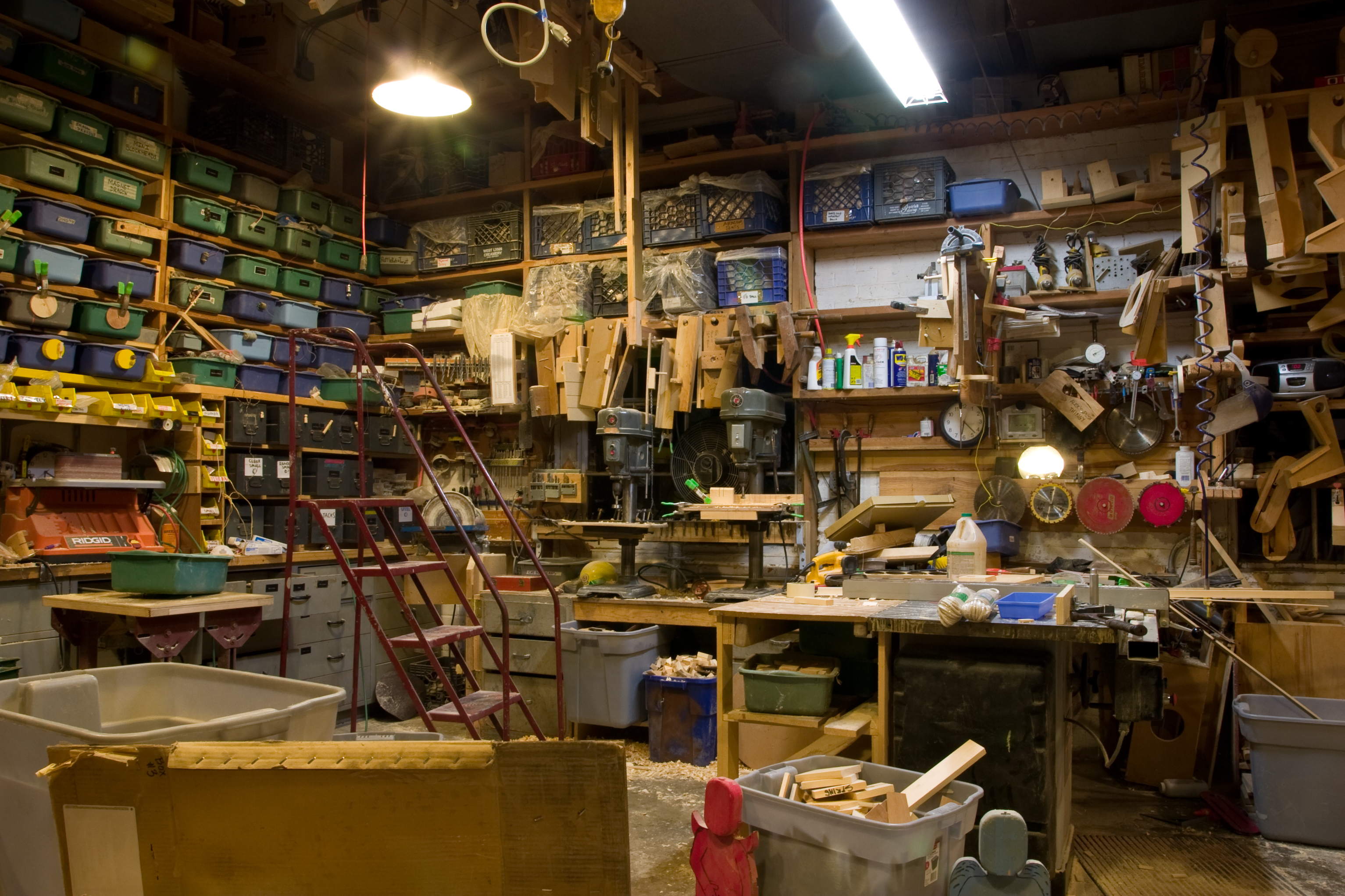
도구와 공급품이 있는 박물관 공방은 10년 동안 이용되어 왔다.

공방(工房)은 생산이나 수리를 위한 공구와 기계를 제공하는 공간이나 건물이다. 대형 공장이라는 개념과 달리 공방은 산업화 이전에 생산을 위한 유일한 장소였다.

## 다양한 공방
목공공방, 금속공방, 도자기, 도예, 화랑, 가죽공예, 도서제작, 비누,향수 등의 다양한 공방이 있다. 

## 같이 보기
- 연구실
- 스카이랩
- 스튜디오